# Gustave Lund
Gustave Samuel Alf Lund, född 14 oktober 1968 i Stockholm, är en svensk kompositör, musiker, författare och skådespelare. Han är tillsammans med Wille Crafoord och Peder Ernerot grundare av bandet JustD, där han gick under smeknamnet "Gurra G".

## Biografi
Gustave Lund uppträdde för publik första gången som tvååring. Han tog sig upp på scenen i Kungsträdgården där hans far framträdde.
Lund har bland annat gjort musik till föreställningarna Vildanden, Närmanden och Tio exempel på kärlek på Dramaten. Pizzeria Gasolino och Selma & Ågust på Stockholms stadsteater. Titta en älg på Teater Brunnsgatan Fyra, Misantropen på Malmö Stadsteater, Stolarna och Anna Petterssons Fröken Julie på Strindbergs Intima Teater. Han är bandmedlem i JustD (där han använder artistnamnet "Gurra G"). Han har även varit med i Players, Sverige och Konditorns. Han har gett ut en houseplatta under namnet Speedbump och gjort musik till artister som Lasse Stefanz, Shirley Clamp, Charlotte Perrelli och Jan Malmsjö.
Lund medverkade som skådespelare i TV-serien Hammarkullen 1997 och i teaterföreställningen Vilse i Pannkakan 2002. 2007 spelade han en biroll i SVT:s serie Höök och 2009 i TV4:s serie Oskyldigt dömd 2010 hade han en biroll i långfilmen Himlen är oskyldigt blå. Han spelade sig själv i gruppen Just D i filmen Sökarna från 1993 och gjorde 2002 rösten till Rooster i TV-serien Da Möb. 
1996 släppte han sin debutroman Kvinna med blå sammetshatt på Selin och Partner Förlag.
2004 medverkade han som låtskrivare i Melodifestivalen med låten "Bulletproof Heart" som framfördes av Autolove. 2008 medverkade han på Göteborgs Filmfestival med filmen Näsblod i Öknen som han skrev, regisserade och klippte själv.
2009 ställdes hans verk Mitt inre liv ut på Liljevalchs Vårsalong. 2009 framförde Lund och Carl Johan De Geer performanceföreställningen "Vägvisandets Paradox" på Kungliga Biblioteket och Waldemarsudde. 2014 framförde Lund och De Geer performanceföreställningen "Wahlbergska sjukan" på Färgfabriken samt släppte barnboken "Inger och Skabaran" på EA Förlag. 
Lund är stor supporter till Djurgårdens IF.

## Musiker (slagverk)
- 2000 – Britney Spears – Oops!…I Did it Again (album)
- 2000 – Backstreet Boys – Black And Blue (album)
- 1999–2006 - Westlife – diverse album
- 2006 – Gareth Gates – What My Heart Wants to Say (album)
- 2006 – Il Divo – Siempre (album)

## Produktioner

### Filmografi
- 1997 – Hammarkullen (TV-serie)
- 2002 – Da Möb (TV-serie) (röst)
- 2006 – Höök (TV-serie)
- 2007 – Västra Hamngatan 2020 (SVT)
- 2008 – Näsblod i öknen (manus, regi, ljud och klippning.)
- 2009 – Oskyldigt dömd (TV-serie)
- 2010 – Himlen är oskyldigt blå
- 2011 – Tomrum
- 2012 – Isdraken
- 2016 – Springfloden (TV-serie)
- 2018 – Springfloden (TV-serie)

### Pjäser
- 2002 – Vilse i pannkakan 2002 – Teater Brunnsgatan 4
- 2004 – DASS – Uppsala Stadsteater
- 2008 – Selma & Ågust – Stockholms Stadsteater

### Filmmusik
- 2000 – Titta en älg (TV)
- 1999 – Clinch
- 1997 – Hammarkullen (TV-serie)

## Musikvideor
- "Be My TV" med Peace, Love and Pitbulls (filmad och producerad av Gunnar Petersen Jr & G Lund)
- "Ung o Hellig" med Just D (filmad och producerad av Gunnar Petersen Jr & G Lund)
- "Deeper" med Speedbump
- "Oj!...Det hände igen" med Konditorns
- "Gärdettjej" med Konditorns